# ジョン・サンズ (サッカー選手)
ジョン・サンズ（John Sands、1859年3月4日 – 1924年2月29日）は、フットボールリーグ結成以前の時期にノッティンガム・フォレストでゴールキーパーを務めたイングランドのサッカー選手で、一度だけイングランド代表チームにも出場した。

## 経歴
サンズは、ノッティンガムに生まれ、地元の少年サッカーを経て、1878年にノッティンガム・フォレストに加わり、すぐにクラブ代表として出場するようになった.。当時、チームは特定の公認されたリーグに参加していなかったので、試合は「フレドリーズ (friendlies)」と称された非公式戦か、FAカップ戦しかなかった。サンズは、チームが1879年のFAカップ準決勝（2-1でオールド・イートニアンズに敗退）に、また続けて1880年のFAカップ準決勝（1-0でオックスフォード大学に敗退）へと進出した際に活躍した。
1880年3月27日に行われたFAカップ準決勝戦の直前、3月15日に行われたウェールズ代表とのアウェイの試合で、サンズは、彼にとって唯一の機会となった、イングランド代表に選ばれた。この遠征では、サンズを含め6人がイングランド代表デビューを飾り、イングランドが 3–2 で勝利し、特典のうち2点はクラッパム・ローヴァーズのフランシス・スパークスが挙げたゴールだった。後半ではトム・ブリンドルが負傷退場し、イングランドはひとり少ない10人でプレーした。
サンズはその後もノッティンガム・フィレストで1883年までプレーし、記録に残る最後の出場は、1883年1月の1879年のFAカップの3回戦再試合であった。
サッカー以外についての彼の経歴は、ほとんど記録に残されていない。